# Literatura LGBT

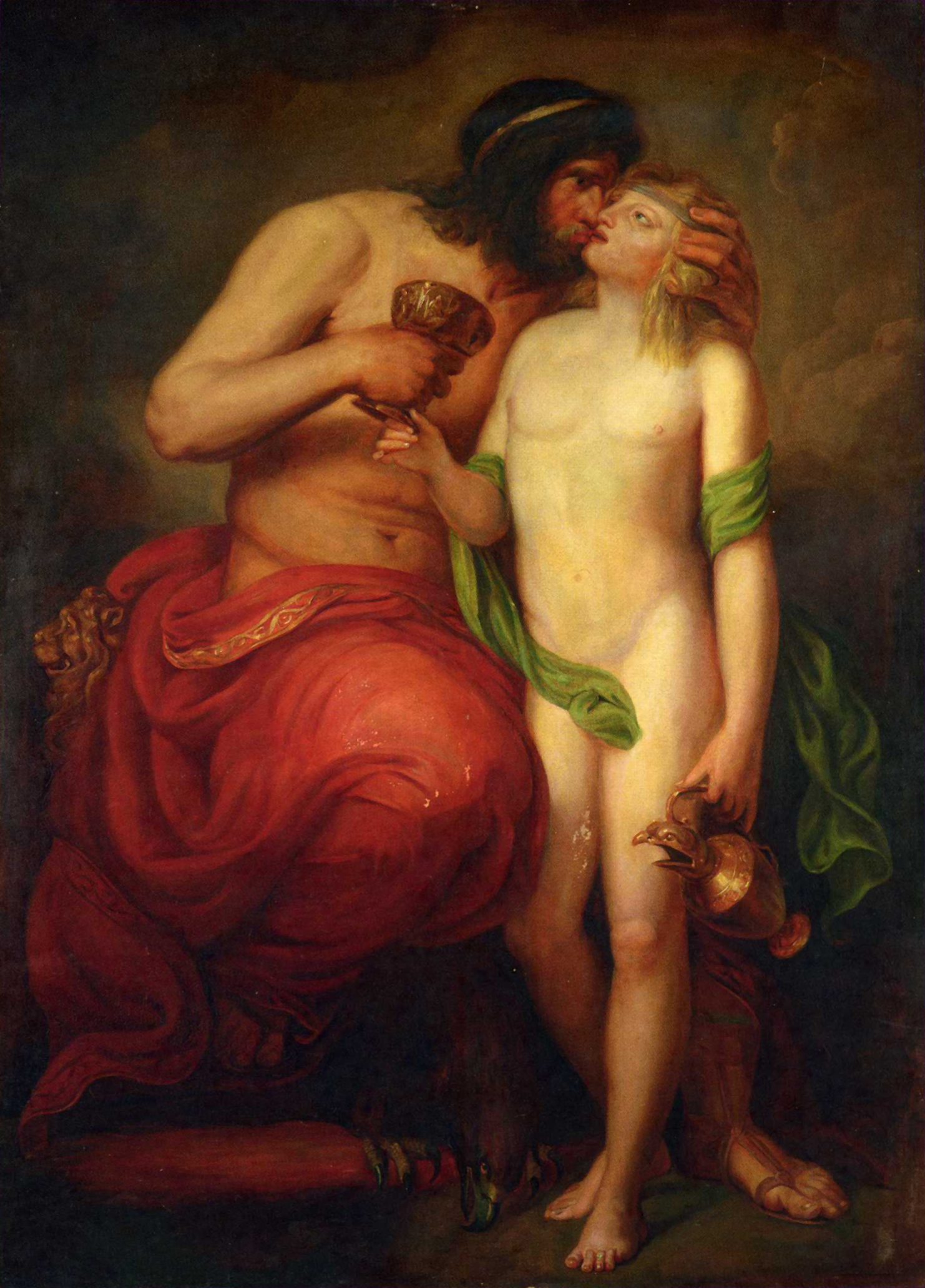
Zeus besando a Ganimedes, a quien secuestró y convirtió en su amante según la mitología griega.

Literatura LGBT es un término genérico que alude a las obras literarias escritas por un autor que, con independencia de su orientación sexual o identidad de género, refleje literariamente el modo de vida de las personas LGBT. En el mundo académico no se considera el término como un género literario, sino como una simple convención cultural que alude a los contenidos de las novelas, cuentos, poemas o las ficciones en general. La homosexualidad masculina tradicionalmente ha tenido mayor representación que la femenina.

## Literatura gay
La literatura gay comprende aquellas obras en cuyo contenido tiene cierta importancia la homosexualidad masculina, presentándose en los personajes, las líneas argumentales y/o temas retratándola. Históricamente ha tenido mayor representación que la literatura lésbica. Como tal, la literatura gay no se considera un género propiamente dicho dentro del mundo académico, sino como una convención cultural que alude al contenido de los cuentos, novelas, poemas y demás piezas literarias.

## Literatura transgénero

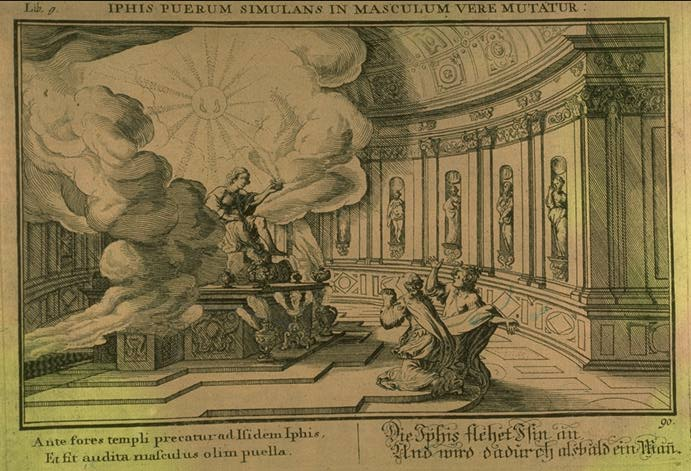
Isis cambiando el sexo de Ifis. Grabado de Bauer para edición de 1703 de Las metamorfosis.

Se entiende como literatura transgénero a la producción literaria que esté dirigida, que haya sido escrita o que retrate a personas de identidad de género diversa. Las representaciones en la literatura de personas que cambian de género han existido durante miles de años, apareciendo quizás por primera vez en el libro Las metamorfosis, del poeta romano Ovidio.
El surgimiento de la literatura transgénero como un género propio dentro de la literatura LGBT ocurrió a partir de la década de 2010, cuando la cantidad de obras enfocadas en el tema experimentó un marcado crecimiento y diversificación, hecho acompañado de un mayor interés académico y general en el área y de un proceso de diferenciación con el resto de literatura LGBT, lo que dio lugar a un mayor enfoque en libros de autores transgénero escritos para un público transgénero.

## Premios literarios
- Premio Literario Lambda: Es un premio otorgado por la Fundación literaria lambda. Participan todos los libros de temática LGBT publicados en los Estados Unidos el año en que se otorgue.
- Premio Dayne Ogilvie: Es un premio canadiense otorgado por Writers' Trust of Canada.
- Premio Ferro-Grumley: Lo otorga The Publishing Triangule.
- Stonewall Book Award: Es un premio literario patrocinado por la comisión gay, lesbiana, bisexual y transgénero (Gay, Lesbian, Bisexual, and Transgendered Round Table) de la American Library Association. Los libros han de estar escritos en inglés.